# Campionati europei di ciclismo su strada 2020 - Gara in linea maschile Junior
La gara in linea maschile Junior dei Campionati europei di ciclismo su strada 2020, sedicesima edizione della prova, si disputò il 28 agosto 2020 su un percorso totale di 109,2 km con partenza ed arrivo a Plouay, in Francia. La vittoria fu appannaggio del danese Kasper Andersen che terminò la gara in 2h42'57", alla media di 41,342 km/h, precedendo il ceco Pavel Bittner e sul gradino più basso del podio il belga Arnaud De Lie.
Accreditati alla partenza con 102 ciclisti, dei quali 62 portarono a termine la competizione.

## Squadre e corridori partecipanti
| N.    | Cod. | Squadra     |
| ----- | ---- | ----------- |
| 1-5   | UKR  | Ucraina     |
| 6-11  | FRA  | Francia     |
| 12-17 | DEU  | Germania    |
| 18-23 | ITA  | Italia      |
| 24-29 | NLD  | Paesi Bassi |
| 30-31 | CZE  | Rep. Ceca   |
| 32-37 | ESP  | Spagna      |
| 38-43 | BEL  | Belgio      |
| 44-47 | LTU  | Lituania    |
| 48    | LAT  | Lettonia    |
| 49-54 | POL  | Polonia     |
| 55-60 | CHE  | Svizzera    |

| N.     | Cod. | Squadra              |
| ------ | ---- | -------------------- |
| 61-62  | AUT  | Austria              |
| 63-64  | SWE  | Svezia               |
| 65-66  | CRO  | Croazia              |
| 67-72  | EST  | Estonia              |
| 73-78  | SVN  | Slovenia             |
| 79-84  | DEN  | Danimarca            |
| 85-86  | PRT  | Portogallo           |
| 87-89  | SVK  | Slovacchia           |
| 90-91  | BIH  | Bosnia ed Erzegovina |
| 92-95  | BGR  | Bulgaria             |
| 96     | GRC  | Grecia               |
| 97-102 | LUX  | Lussemburgo          |

## Ordine d'arrivo (Top 10)
| Pos. | Corridore        | Squadra   | Tempo    |
| ---- | ---------------- | --------- | -------- |
| 1    | Kasper Andersen  | Danimarca | 2h38'28" |
| 2    | Pavel Bittner    | Rep. Ceca | s.t.     |
| 3    | Arnaud De Lie    | Belgio    | s.t.     |
| 4    | Marco Brenner    | Germania  | s.t.     |
| 5    | Lorenzo Balestra | Italia    | s.t.     |
| 6    | Edvin Lovidius   | Svezia    | s.t.     |
| 7    | Juan Ayuso       | Spagna    | s.t.     |
| 8    | Roman Duckert    | Germania  | s.t.     |
| 9    | Madis Mihkels    | Estonia   | s.t.     |
| 10   | Arnaud Tendon    | Svizzera  | s.t.     |